# Marie Anne Jean Alexandre Dubreil
 (mai 2019).
Si vous disposez d'ouvrages ou d'articles de référence ou si vous connaissez des sites web de qualité traitant du thème abordé ici, merci de compléter l'article en donnant les références utiles à sa vérifiabilité et en les liant à la section « Notes et références ».
Marie Anne Jean Alexandre Dubreil, baron de Frégose, né le 25 octobre 1763 à Montauban (Tarn-et-Garonne), mort le 7 août 1844 à Béziers (Hérault), est un général français de la révolution et de l’Empire.

## Biographie
Cadet-gentilhomme dans le régiment de Vermandois-Infanterie le 4 mars 1778, sous-lieutenant le 3 octobre 1779, et lieutenant en second le 11 janvier 1788. Il est membre de la Société des amis de la Constitution de Grenoble le 15 janvier 1792, et il obtint dès la Révolution les grades de capitaine le 12 février 1792, capitaine-adjoint aux adjudants-généraux le 16 mai 1792, et adjudant-général colonel le 1er octobre 1792. Le 8 mars 1793, il est envoyé à l'armée des Pyrénées-Orientales, comme chef de l'état-major de l'armée à Toulouse. Il est rappelé le 1er juin 1793, mais maintenu dans ses fonctions par le représentant Chaudron-Rousseau le 28 du même mois. 
Le 25 brumaire an II (15 novembre 1793), il est promu général de brigade provisoire à l'armée des Pyrénées orientales. Destitué par les représentants en mission Milhaud et Soubrany comme noble le 4 ventôse an II (22 février 1794), suspendu le 29 prairial an II (17 juin 1794), il est relevé de sa suspension le 25 fructidor an II (11 septembre 1794), réintégré et admis au traitement de réforme le 27 messidor an V (15 juillet 1797). 
Il est nommé sous-inspecteur aux revues dans la 10e division militaire (Toulouse) le 9 ventôse an VIII (28 février 1800), et inspecteur le 26 vendémiaire an IX (18 octobre 1800). il est fait chevalier de la Légion d'honneur le 4 germinal an XII (25 mars 1804).
Le 1er septembre 1806, il est appelé par le ministre de la guerre comme chef de division à la direction générale des revues, et il lui confie le 23 novembre 1807, une mission spéciale à Corfou. Le 28 septembre 1809, il est inspecteur de la garde municipale de Paris, et le 6 octobre 1809 il est envoyé à Naples pour une mission extraordinaire.
De retour au ministère de la guerre, le 15 janvier 1810, en qualité de chef de la division de l'habillement, il est créé baron de l'Empire le 3 mai 1810, sous le nom de Frégose.
Inspecteur aux revues dans la 1re division militaire le 28 septembre 1814, Louis XVIII le fait chevalier de Saint-Louis le 17 janvier 1815. Il est admis à la retraite le 9 décembre de la même année.
Il meurt le 7 août 1844 à Béziers.